# Mikkeli
Mikkeli [ˈmikːɛli] (schwedisch S:t Michel) ist eine Stadt mit 51.980 Einwohnern (Stand 31. Dezember 2022) in der finnischen Region Savo. Sie ist Verwaltungssitz der Landschaft Südsavo und evangelisch-lutherischer Bischofssitz.

## Geographie
Mikkeli liegt rund 230 Kilometer nordöstlich der Hauptstadt Helsinki in der Region Savo. Das Stadtzentrum liegt an der Savilahti-Bucht, einem Ausläufer des weitverzweigten Saimaa-Seensystems. Durch das Stadtgebiet verläuft eine der Wasserscheiden der Finnischen Seenplatte. Während die Flüsse und Seen in der Osthälfte der Stadt über den Saimaa-See und den Vuoksi-Fluss in den Ladogasee entwässern, gehört der Westteil der Gemarkung zum Einzugsgebiet des Kymijoki.
Nachbargemeinden von Mikkeli sind Pieksämäki im Norden, Juva im Nordosten, Puumala im Osten, Savitaipale im Südosten, Mäntyharju im Südwesten, Hirvensalmi im Westen und Kangasniemi im Nordwesten.
Durch die Eingemeindung mehrerer Nachbargemeinden umfasst das Stadtgebiet von Mikkeli eine weitläufige Fläche von 3229,6 Quadratkilometern. Damit ist Mikkeli flächenmäßig um etwa die Hälfte größer als Luxemburg. Ein Großteil des Stadtgebiets ist aber ländlich strukturiert. Dementsprechend niedrig ist auch die Bevölkerungsdichte mit 21 Einwohnern pro Quadratkilometer. Außer der Kernstadt gehören zu Mikkeli sechs weitere Siedlungszentren (taajama): (Einwohnerzahlen zum 31. Dezember 2011):
- Kernstadt (36.009 Einwohner)
- Ristiina (2.297 Einwohner)
- Otava (1.554 Einwohner)
- Anttolankylä (906 Einwohner)
- Visulahti (898 Einwohner)
- Haukivuori Bahnhofsgegend (838 Einwohner)
- Pellosniemi (379 Einwohner)

## Geschichte

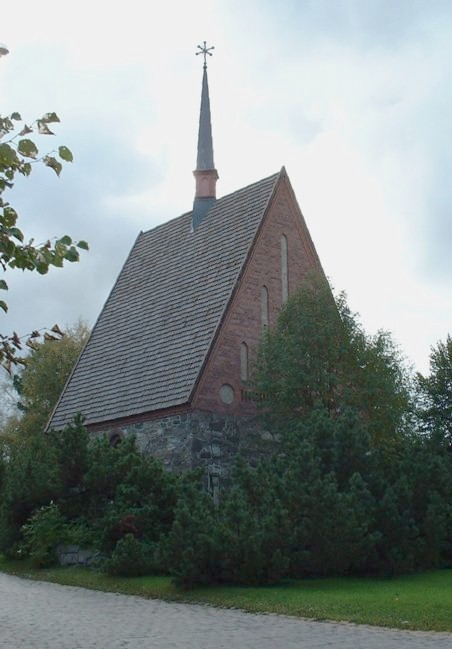
Die mittelalterliche Sakristei der ersten Holzkirche Mikkelis

Die ältesten Siedlungsspuren in der Gegend um Mikkeli datieren in die Steinzeit, doch bildete sich eine feste Besiedlung erst im Hochmittelalter. Im 13. Jahrhundert lag das heutige Mikkeli im Grenzgebiet zwischen den beiden expandierenden Reichen Schweden und Nowgorod. Wohl gegen 1270 wurde das heutige Mikkeli Verwaltungssitz eines Nowgoroder Kirchspiels (pogost); von der zu dieser Zeit errichteten ersten Kirche sind jedoch keine archäologischen Spuren erhalten. Dem Einfluss Nowgorods und somit des orthodoxen Christentums wurde 1323 mit dem Vertrag von Nöteborg eine Ende gesetzt, mit dem das Gebiet dauerhaft unter schwedische Kontrolle kam. Aus dem vormals orthodoxen Kirchspiel wurde die katholische Großgemeinde Savilahti (schwedisch Savolax) gebildet, die fast die gesamte Landschaft Savo umfasste und ihr den Namen gab. Auch der heutige Ort Mikkeli war bis in das 16. Jahrhundert unter dem Namen Savilahti bekannt; heute wird mit diesem Toponym nurmehr die Bucht des Saimaa-Sees bezeichnet, die das Stadtzentrum säumt. In den ersten Jahrzehnten der schwedischen Herrschaft erhielt der Ort auch eine neue Holzkirche, von der die gemauerte Sakristei erhalten ist. Diese ist das älteste erhaltene Bauwerk der Stadt wie der gesamten Landschaft Savo und stellt heute eines der Wahrzeichen Mikkelis dar. Vom Schutzpatron dieser Kirche, dem Erzengel Michael, leitet sich der heutige Stadtname ab: schwedisch Sankt Michel. Der finnisierte Name Mikkeli wurde erstmals 1604 urkundlich belegt.
Im 18. Jahrhundert profitierte Mikkeli davon, dass Schweden nach dem verlorenen Krieg der Hüte Lappeenranta an Russland abtreten musste. 1744 erhielt Mikkeli das Marktrecht, das zuvor Lappeenranta zugestanden hatte. Nachdem ganz Finnland im 19. Jahrhundert unter russische Herrschaft geraten war, gründete Zar Nikolaus I. 1838 die Stadt Mikkeli an der Stelle des alten Kirchdorfes. Fünf Jahre später wurde die Hauptstadt der Provinz Mikkeli von Heinola nach Mikkeli verlegt.
Im Zweiten Weltkrieg, während des Winterkriegs von 1939 bis 1940 und des Fortsetzungskriegs von 1941 bis 1944, war Mikkeli Standort des Hauptquartiers des finnischen Marschalls Carl Gustaf Emil Mannerheim. Im Winterkrieg war die Stadt insgesamt sechsmal Ziel von sowjetischen Bombenangriffen und wurde verhältnismäßig schwer getroffen. Nach Kriegsende wurde Mikkeli zum Sitz des Bistums Mikkeli, als der Bischofssitz des ehemaligen Bistums Viipuri aus dem an die Sowjetunion abgetretenen Viipuri (Wyborg) nach Mikkeli verlegt wurde.
Im Zuge der Provinzreform 1997 wurde die Provinz Mikkeli aufgelöst. Mikkeli wurde zur Hauptstadt der neuen Provinz Ostfinnland bestimmt und blieb es bis zur Abschaffung der Provinzen im Jahr 2009. Seit der Jahrtausendwende hat sich das administrative Stadtgebiet von Mikkeli, das ursprünglich nur die eigentliche Stadt umfasste, durch die Eingemeindung mehrerer Nachbargemeinden beträchtlich vergrößert: 2001 wurden die Landgemeinde Mikkeli und Anttola eingemeindet, 2007 folgte Haukivuori, 2013 wurden schließlich Ristiina und Suomenniemi eingemeindet.
Das finnische Heereskommando hat sein Hauptquartier in Mikkeli. Am 27. September 2024 kündigte Verteidigungsminister Antti Häkkänen an, dass in Mikkeli die neue Nordeuropa-Zentrale für die Landstreitkräfte der NATO entstehen soll. Finnland und Schweden sind nach dem Beginn des russischen Überfalls auf die Ukraine der NATO beigetreten.

## Politik

### Verwaltung
In Mikkeli liegen die drei großen Parteien des Landes in etwa gleichauf. Die stärkste politische Kraft nach den Kommunalwahlen 2021 ist die konservativ-liberale Zentrumspartei, die 12 von 51 Abgeordneten im Stadtrat stellen, gefolgt von den Sozialdemokraten und der Sammlungspartei mit je 11 Sitzen. Ebenfalls im Stadtrat vertreten sind die rechtspopulistischen Basisfinnen mit neun, der Grüne Bund mit fünf,  die Christdemokraten mit zwei und die Bewegung Jetzt mit einem Abgeordneten.

Zusammensetzung des Stadtrats 2021–2025:
| Partei           | Kürzel | Stimmenanteil | G/V   | Sitze | G/V |
| Zentrumspartei   | KESK   | 22,6 %        | − 3,1 | 12    | − 2 |
| Sammlungspartei  | KOK    | 21,2 %        | − 0,7 | 11    | + 0 |
| Sozialdemokraten | SDP    | 21,0 %        | − 6,5 | 11    | − 3 |
| Basisfinnen      | PS     | 16,0 %        | + 9,6 | 9     | + 6 |
| Grüner Bund      | VIHR   | 9,5 %         | − 2,2 | 5     | − 1 |
| Christdemokraten | KD     | 4,8 %         | − 0,8 | 2     | − 1 |
| Bewegung Jetzt   | LIIK   | 3,5 %         | + 3,5 | 1     | + 1 |

G/V: Gewinn oder Verlust im Vergleich zur Wahl 2017
- SDP: 11
- VIHR: 5
- KESK: 12
- KOK: 11
- KD: 2
- PS: 9
- LIIK: 1

### Wappen

Wappen von Mikkeli

Das Wappen von Mikkeli wurde von Eero Jokilehto nach einem Entwurf von Gunnar Clément gezeichnet und ist seit dem 15. Januar 1943 in Gebrauch. Die Blasonierung lautet: „Geteilt; oben in Gold schragenweise zweimal der natürliche Marschallsstab des Marschalls von Finnland, Freiherr C.G.E. Mannerheim, unten in Schwarz der nach oben gerichtete, gespannte, mit Pfeil belegte goldene Bogen der Landschaft Savo, Sehne, Pfeilspitze und Befiederung Silber“. Die Krone auf dem Schilde wird oft als schwedische Grafenkrone bezeichnet, sie folgt aber dem Schema der Krone für unbetitelten schwedischen oder finnischen Adel. Unter dem Schild das Freiheitskreuz mit Ordensband. Die Marschallsstäbe erinnern an das Hauptquartier Marschall Mannerheims, das sich während des Zweiten Weltkrieges in Mikkeli befand. Der Bogen ist das heraldische Symbol der Landschaft Savo. Es war bereits Bestandteil der beiden älteren, 1842 und 1922 eingeführten Wappen der Stadt gewesen, welche tatsächlich von einer Grafenkrone bekrönt waren. Das Freiheitskreuz durfte die Stadt im Dezember 1944 ihrem Wappen hinzufügen.

### Städtepartnerschaften
Mikkeli unterhält folgende Städtepartnerschaften:
- Borås, Schweden (seit 1940)
- Molde, Norwegen (seit 1947)
- Vejle, Dänemark (seit 1947)
- Luga, Russland (seit 1966)
- Békéscsaba, Ungarn (seit 1981)
- Kreis Ostholstein, Deutschland (seit 2005)

Weiterhin pflegt die 2001 in die Stadt Mikkeli eingemeindete Ortschaft Anttola eine Partnerschaft mit der estnischen Gemeinde Mõisaküla.

## Wirtschaft und Infrastruktur
Die meisten in Mikkeli ansässigen Firmen sind kleine und mittlere Betriebe aus der Holzveredlungs- sowie Textil- und Metallverarbeitungsbranche. Durch das Ferienzentrum Visulahti und insgesamt über 25.000 Ferienhäuser im Stadtgebiet spielt auch der Tourismus eine große Rolle.

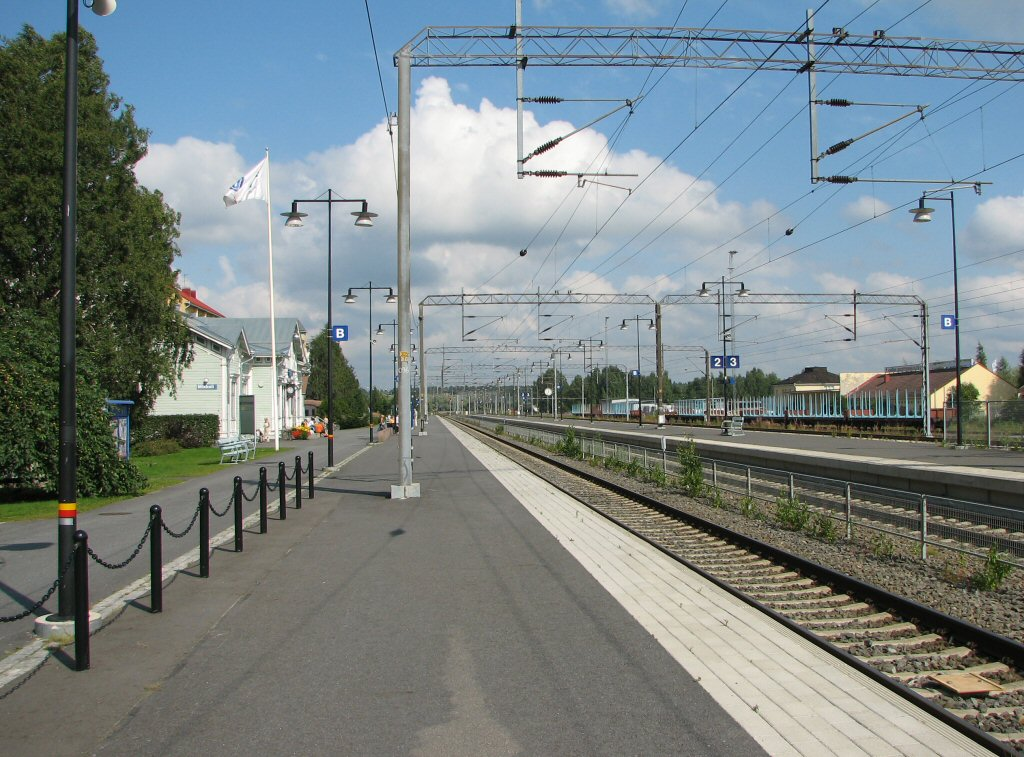
Am Hauptbahnhof von Mikkeli

Mikkeli liegt verkehrsgünstig am Kreuzungspunkt mehrerer Staatsstraßen. Die Staatsstraße 5, eine der wichtigsten Nord-Süd-Verbindungen Finnlands, kreuzt sich im Zentrum von Mikkeli mit der Staatsstraße 13 von Nuijamaa nach Kokkola. Die aus Kotka kommende Staatsstraße 15 folgt auf ihrem Schlussabschnitt derselben Trasse wie die Staatsstraße 13 und endet in Mikkeli.
Mikkeli ist an die Savo-Bahn von Kouvola nach Iisalmi angebunden. Die beiden einzigen Bahnhöfe im Stadtgebiet, an denen Reisezüge halten, sind der Hauptbahnhof im Zentrum von Mikkeli, ein 1888 fertiggestellter Bau im Stil der Neorenaissance, und der Bahnhof von Haukivuori. Der Flughafen Mikkeli befindet sich unmittelbar westlich des Stadtzentrums. Zurzeit bestehen keine regelmäßigen Flugverbindungen nach Mikkeli, zuletzt hatte bis Oktober 2005 die schwedische Fluggesellschaft European Executive Express den Flughafen von Helsinki aus angeflogen.

## Kultur und Sehenswürdigkeiten

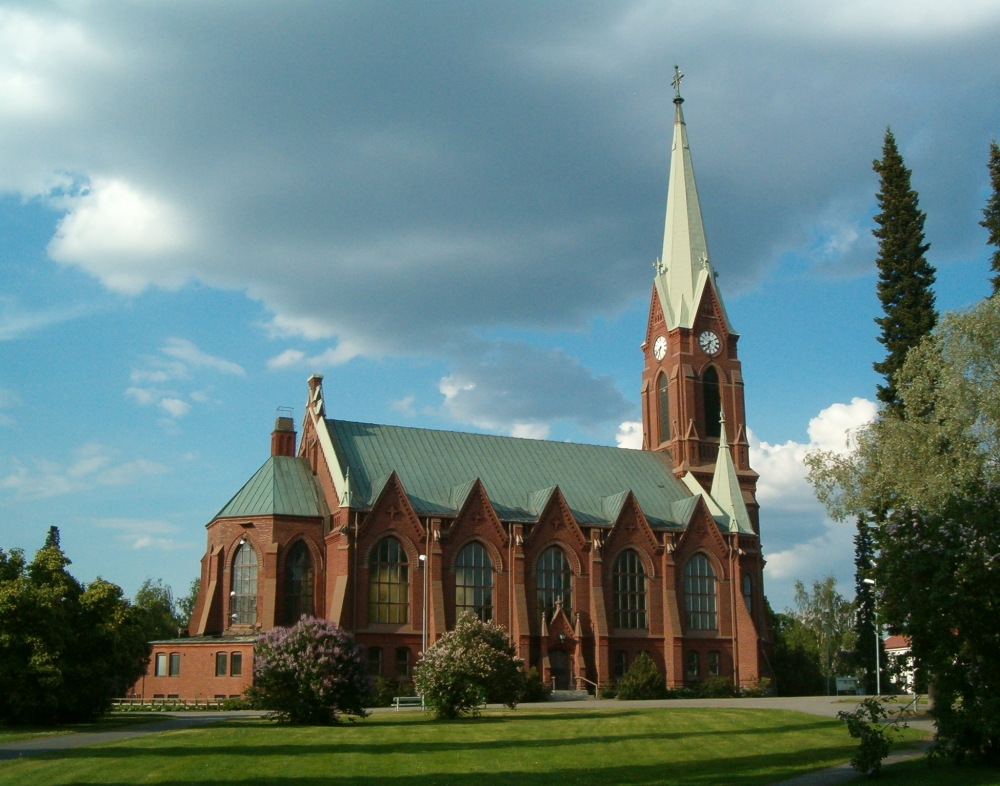
Die Domkirche

Die Domkirche von Mikkeli wurde 1896–97 nach Plänen von Josef Stenbäck, dem seinerzeit bedeutendsten Kirchenarchitekten Finnlands, erbaut. Das aus rotem Backstein erbaute einschiffige Gotteshaus stellt eines der stilreinsten Beispiele neugotischer Architektur in Finnland dar. Der 64 m hohe Glockenturm an der Westseite ist der Stadt zugewandt und dominiert die Skyline als bis heute höchstes Gebäude der Stadt. Die Kirche diente ursprünglich nur als Kirche der evangelisch-lutherischen Gemeinde der Stadt Mikkeli, die sich erst mit der Kirchweihe 1897 von der Kirchengemeinde der Landgemeinde Mikkeli selbständig machte. Als Finnland die Stadt Viipuri (heute Wyborg) 1944 nach der Niederlage im Zweiten Weltkrieg an die Sowjetunion abtrat, wurde das Bistum Viipuri aufgelöst und der Bischofssitz nach Mikkeli verlegt. Seit 1945 ist die Kirche somit Domkirche des Bistums Mikkeli, das große Teile Südostfinnlands umfasst.
Im Osten der Stadt befindet sich die Kirche der Landgemeinde Mikkeli. Die hölzerne Doppelkreuzkirche wurde 1816 errichtet und ist mit 2000 Sitzplätzen die drittgrößte Holzkirche Finnlands. Die ebenfalls in Holz gebaute Kirche von Anttola wurde ursprünglich 1729 in Juva errichtet. 1870 wurde sie abgebaut und an ihren heutigen Ort verlegt. Die Kirche von Haukivuori wurde 1951 erbaut, nachdem ihr Vorgängerbau zwei Jahre zuvor abgebrannt war. Von der alten Kirche aus dem späten 18. Jahrhundert ist nur der freistehende Glockenturm übrig. Die orthodoxe Kirche von Mikkeli ist ein moderner Bau aus dem Jahr 1957. Die mittelalterliche Steinsakristei von Mikkeli dient heute als Kirchenmuseum. Von architektonischem Wert sind ferner das 1843 nach Plänen von Carl Ludwig Engel erbaute Gebäude der Provinzverwaltung und das Rathaus aus dem Jahr 1912.

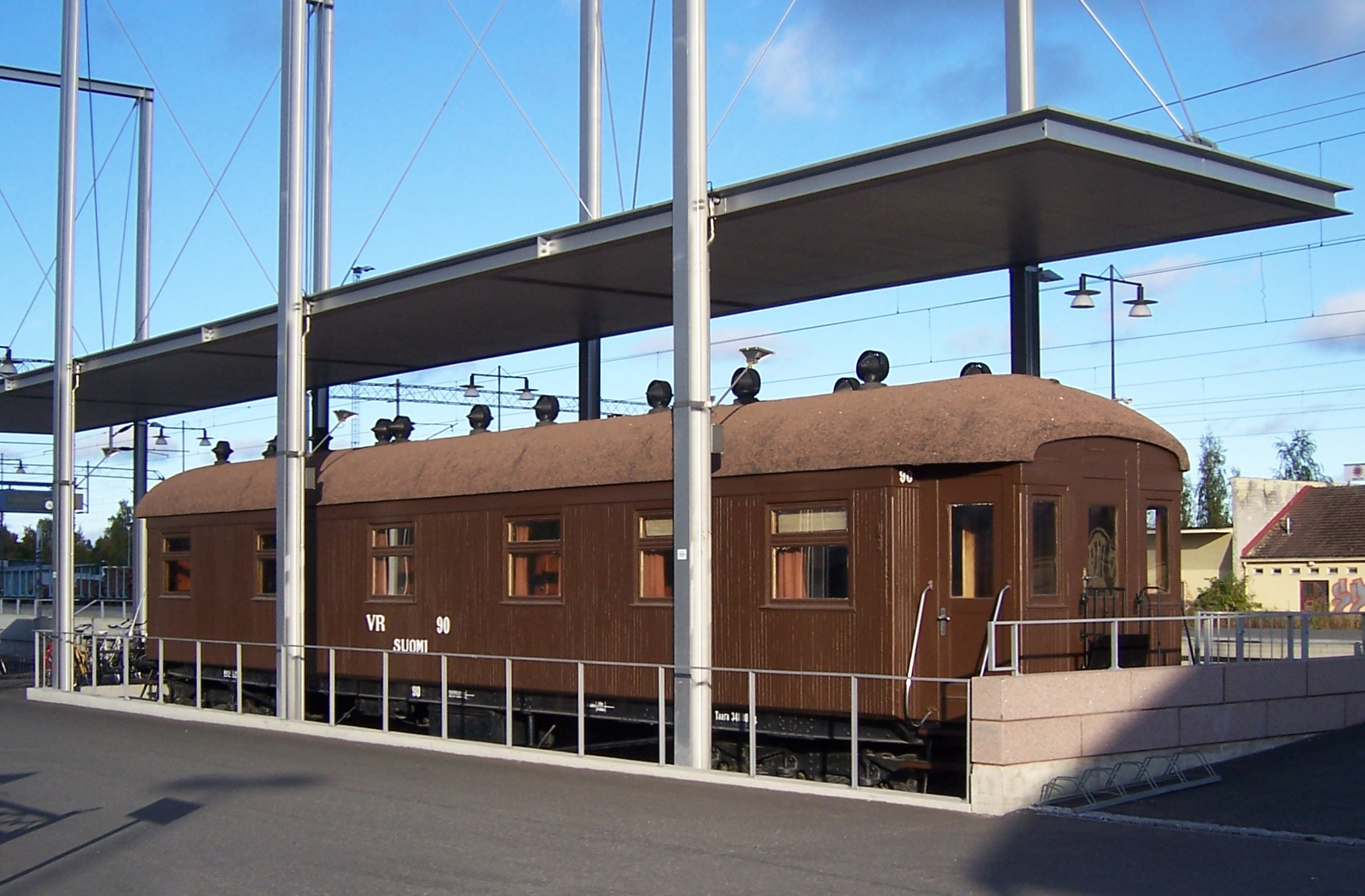
Mannerheims Salonwagen

Das kulturelle Angebot Mikkelis ist für eine Stadt ihrer Größenordnung recht reichhaltig. Das moderne Kulturzentrum Mikaeli dient als Konzert- und Kongressgebäude. Mikkeli unterhält ein Stadtorchester und ein Theater.
Außerdem befinden sich in der Stadt drei Museen:
- Das Kunstmuseum von Mikkeli (Mikkelin taidemuseo) befindet sich in einem 1912 erbauten Granitgebäude direkt gegenüber der Domkirche.
- Das Groß-Savo-Museum (Suur-Savon museo) stellt in einem umgebauten Kornspeicher aus dem Jahr 1848 historische und ethnologische Sammlungen aus.
- Im Hauptquartiermuseum (Päämajamuseo), das an das während des Zweiten Weltkrieges in Mikkeli stationierte Hauptquartier erinnert, lässt sich das Arbeitszimmer von Feldmarschall Mannerheim besichtigen. Zu diesem Museum gehört auch sein Salonwagen, den er vom Oktober 1939 bis Januar 1946 über eine Strecke von 78.870 km benutzte. In diesem Waggon besuchte ihn Adolf Hitler am 4. Juni 1942 anlässlich seines 75. Geburtstages in der Nähe von Immola.[8] Der Salonwagen ist am Bahnhof Mikkeli ausgestellt und wird jeweils an Mannerheims Geburtstag am 4. Juni für die Öffentlichkeit zugänglich gemacht.

## Sport
In Mikkeli beheimatet sind die Eishockeyvereine Mikkelin Jukurit und Hydraulic Oilers. Außerdem stellte die Stadt mit Mikkelin Palloilijat (MP) und Mikkelin Pallo-Kissat (MiPK) zwei ehemalige Fußballerstligisten. MP gewann 1970 und 1972 die finnische Vize-Meisterschaft und 1970 und 1971 den finnischen Pokal. Der Bandyverein Mikkelin Kampparit gewann 2012 die finnische Meisterschaft.

## Söhne und Töchter der Stadt
- Walter Olof Streng-Renkonen (1876–1959), Germanist, Romanist, Italianist, Linguist und Lexikograph
- Antti Hackzell (1881–1946), Politiker und Ministerpräsident
- Edvard Linna (1886–1974), Turner
- Lauri Ikonen (1888–1966), Komponist
- Eero Lehtonen (1898–1959), Leichtathlet
- Kalle Matilainen (1899–1985), Langstreckenläufer
- Veikko Väänänen (1905–1997), Latinist und Romanist
- Kalervo Tuukkanen (1909–1979), Komponist
- Aapo Perko (1924–2021), Kugelstoßer
- Kalle Achté (1928–2019), Psychiater und Psychoanalytiker
- Fredi (1942–2021), Schlagersänger
- Arja Saijonmaa (* 1944), Sängerin
- Heikki Mikkola (* 1945), Motocross-Rennfahrer
- Anneli Aejmelaeus (* 1948), Theologin
- Riitta Hari (* 1948), Neurowissenschaftlerin
- Erkki Liikanen (* 1950), Politiker
- Niilo Jääskinen (* 1958), Jurist
- Matti Repo (* 1959), Bischof
- Osmo Pekonen (1960–2022), Mathematiker, Historiker und Schriftsteller
- Olli Rehn (* 1962), Politiker
- Mikko Kolehmainen (* 1964), Kanute
- Hanna Risku (* 1967), Translationswissenschaftlerin
- Tapio Wilska (* 1969), Musiker
- Jussi Jääskeläinen (* 1975), Fußballtorhüter
- Tero Leinonen (* 1975), Eishockeyspieler
- Karo Hämäläinen (* 1976), Schriftsteller und Journalist
- Jari Ketomaa (* 1979), Rallyefahrer
- Eetu Muinonen (* 1986), Fußballspieler
- Saara Valtola (* 1988), Squashspielerin
- Heini Hyvönen (* 1994), Fußballschiedsrichterassistentin
- Viljami Kaasalainen (* 1995), Sprinter
- Ilari Manninen (* 1997), Hürdenläufer
- Ida Hulkko (* 1998), Schwimmerin
- Jasmin Kähärä (* 2000), Skilangläuferin
- Jessica Kähärä (* 2001), Leichtathletin